# Sam McCurdy
Sam McCurdy (* 20. Jahrhundert) ist ein britischer Kameramann. Er ist Mitglied der British Society of Cinematographers.
Sam McCurdy ist seit Mitte der 1990er Jahre als Kameramann für Film und Fernsehen tätig. Er arbeitete öfter mit Regisseur Neil Marshall zusammen. Sein Schaffen umfasst mehr als 50 Produktionen.

## Filmografie (Auswahl)
- 1997: Preaching to the Perverted
- 2002: Dog Soldiers
- 2005: The Descent – Abgrund des Grauens (The Descent)
- 2006–2008: Hautnah – Die Methode Hill (Wire in the Blood, Fernsehserie, 7 Folgen)
- 2007: The Hills Have Eyes 2
- 2008: Doomsday – Tag der Rache (Doomsday)
- 2010: Centurion
- 2011: The Devil’s Double
- 2011, 2012: Merlin – Die neuen Abenteuer (Merlin, Fernsehserie, 4 Folgen)
- 2012: StreetDance 2
- 2012: The Collection – The Collector 2
- 2012: Game of Thrones (Fernsehserie, eine Folge)
- 2013: Knights of Badassdom
- 2014: The Game (Miniserie, 3 Folgen)
- 2014: The Legend of Hercules
- 2015: Crossing Lines (Fernsehserie, 5 Folgen)
- 2016: A United Kingdom
- 2018–2021: Lost in Space – Verschollen zwischen fremden Welten (Lost in Space, Fernsehserie, 17 Folgen)